# Carlos Miguel Ribeiro Dias
Cafú (Guimarães, Portugal, 26 de febrero de 1993) es un futbolista portugués que juega de centrocampista en el Kasımpaşa S. K. de la Superliga de Turquía.

## Carrera

### Benfica
Carlos Miguel Ribeiro Dias nació en Guimarães, de ascendencia bisauguineana. Tras iniciarse en el fútbol sala, en 2004 optó por el fútbol convencional, uniéndose a las categorías de fútbol base del Vitória de Guimarães de su ciudad natal. Completó su formación en el S. L. Benfica, jugando inicialmente como delantero pero finalmente cambiando de posición a la de mediocentro defensivo.
El 19 de septiembre de 2012, Cafú hizo su debut como profesional con el Benfica B, entrando como sustituto en 46 minutos de Cláudio Correa y anotando el empate 2-2 frente al Tondela en la Segunda División de Portugal. Fue su único gol de la temporada.

### Guimarães
El 26 de julio de 2013, Cafú firmó un contrato de cuatro años con el Vitória de Guimarães. Habiendo regresado a su posición anterior, inicialmente fue asignado al equipo de reserva, que ayudó a promover a la segunda división.
Cafú apareció por primera vez en la Primeira Liga el 17 de agosto de 2014, en un triunfo por 3-1 sobre Gil Vicente F. C. Disputó los noventa minutos completos y jugó junto a la dupla conformada por André André y Bernard Mensah en el centro del campo. Terminó su campaña debut con 29 partidos, finalizando en quinto lugar y clasificando a la Europa League del año siguiente.

### Lorient
El 8 de junio de 2016, Cafú firmó un contrato de cuatro años con el club francés FC Lorient. Su primera aparición en la Ligue 1 se produjo el 18 de noviembre, en una derrota en casa 0-3 contra el AS Mónaco.

### Metz
El 1 de agosto de 2017, tras el descenso de su equipo, Cafú se unió al FC Metz de la Ligue 1, firmando un contrato de tres años por un precio no revelado. Hizo su debut en la liga 17 días después, jugando los 90 minutos completos en una derrota local de 0-1 ante el Mónaco.

### Legia de Varsovia
El 27 de febrero de 2018 se marcha en condición de cedido hasta el 30 de junio de 2019 al Legia de Varsovia de la Ekstraklasa polaca. Su buen rendimiento con el club polaco haría que en el mercado de verano de la temporada 2019/20 fuese fichado por el conjunto varsoviano, firmando hasta 2020.

### Olympiacos
El 31 de enero de 2020, último día de la ventana de transferencia del mercado de invierno, Cafú es traspasado definitivamente al Olympiacos de El Pireo de la Superliga de Grecia para las próximas tres temporadas.

## Carrera internacional
Cafú ha disputado un total de 27 partidos con la selección de Portugal, desde la sub-16 hasta la sub-20. Formó parte del equipo sub-19 que compitió en el Campeonato Europeo de la UEFA Sub-19 2012.

## Palmarés

### Títulos nacionales
| Título              | Club              | País    | Año  |
| ------------------- | ----------------- | ------- | ---- |
| Copa de Polonia     | Legia de Varsovia | Polonia | 2018 |
| Ekstraklasa         | Legia de Varsovia | Polonia | 2018 |
| Superliga de Grecia | Olympiacos F. C.  | Grecia  | 2020 |
| Copa de Grecia      | Olympiacos F. C.  | Grecia  | 2020 |